# メモリレベルの並列性
メモリレベルの並列性（メモリレベルのへいれつせい、英: Memory level parallelism, MLP）はコンピュータアーキテクチャにおける用語で、
複数のメモリ操作、特にキャッシュミスを同時に遅延させられる能力を指す。
MLP は ILP、すなわち命令レベルの並列性の一形態と考えることもできる。しかし、ILP は しばしばスーパースケーラ、すなわち複数の命令を同時に実行できる能力と混同される。たとえば、インテルの Pentium Pro は 5-way のスーパースケーラであり、あるサイクルに 5 つの異なるマイクロ命令の実行を開始できるが、最大 20 の異なる load マイクロ命令に対して 4 つの異なるキャッシュミスを扱うことが可能である。
一つのマシンがスーパースケーラでなくとも高い MLP を持つことはありうる。